# Theodor Maximilian Bilharz

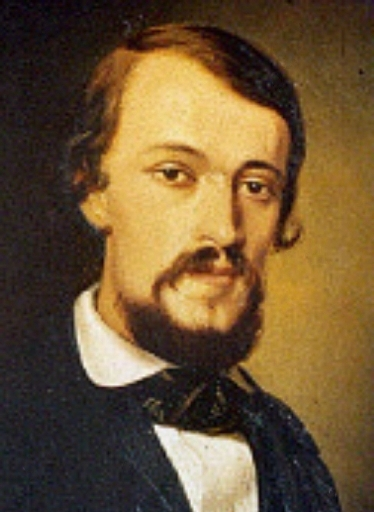
Theodor Bilharz

Theodor Maximilian Bilharz (Sigmaringen, 23 de Março de 1825 — Cairo, 9 de Maio de 1862) foi um médico e helmintologista de origem alemão, professor da Escola de Medicina do Cairo e médico do Hospital Kasr-el-Aini do Cairo. Foi um dos pioneiros no estudo da parasitologia, notabilizando-se ao identificar e descrever o Schistosoma haematobium, o parasita causador da bilharziose.

## Biografia
Theodor Maximilian Bilharz era filho de Joseph Anton Bilharz, católico, membro do Conselho Palaciano, nascido em 1788 em Herbolzheim im Breisgau, e de Elsa Fehr, oriunda de Thurgau (Suíça) e uma convicta protestante zwingliana. O seu irmão mais novo, Alfons Bilharz (1836-1925) também foi médico e assumiu, após uma estada de 13 anos na América do Norte, o lugar que o diretor clínico do Fürst-Carl-Krankenhaus (Hospital Príncipe Carl) de Sigmaringen.
Durante os estudos preparatórios para ingresso na universidade, Theodor Bilharz interessou-se pela História Natural, em particular pela entomologia, criando uma pequena colecção de história natural, que incluía uma selecção de borboletas. Inspirado por um seu tio suíço, que lhe ofereceu livros e peças de colecção exóticas, desenvolveu o gosto pela investigação científica. Frequentou o Fürstlich Sigmaringer Gymnasium (Liceu Ducal de Sigmaringen), cujo curso concluiu em 1844.
Destinado a cursar Medicina, ingressou na Universidade de Freiburg (Albert-Ludwigs-Universität Freiburg), em Freiburg im Breisgau, onde durante dois anos frequentou um conjunto alargado de disciplinas, que icluíu, para além de medicina, filosofia, ética, língua alemã, literatura, arqueologia, história da arte antiga, clássicos, botânica, anatomia e antropologia. Durante este período foi aluno do Professor Friedrich Arnold (1803-1890) que contribui para que Bilharz desenvolvesse um intenso interesse pela investigação médica, em particular pelo estudo da anatomia comparada. Bilharz escreveria mais tarde que Arnold fora o seu primeiro professor influente e que lhe "acendeu a luz no fundo do poço da investigação anatómica".
Em 1845 transferiu-se para o curso de Medicina da Universidade de Tübingen (Eberhard Karls Universität Tübingen), em Tübingen, que frequentou até 1849 e onde se especializou em anatomia. Durante o curso frequentou, entre outras, as cadeiras de botânica de Hugo von Mohl, de medicina interna e patologia de Carl Reinhold August Wunderlich, de cirurgia de Victor von Bruns e de ginecologia de Franz Xaver Breit. Durante os seus estudos, apresentou em 1847 um trabalho sobre o estudo microscópico do sangue dos invertebrados, a que foi atribuído um prémio pela qualidade da investigação feita.
Concluído o curso, realizou em Sigmaringen o exame de certificação para o exercício da Medicina, o exame de estado médico (medizinische Staatsprüfung). Obtida a licença para o exercício da Medicina, voltou à Universidade de Freiburg, onde se concentrou no estudo da anatomia comparada de invertebrados sob a direcção de Carl Theodor Ernst von Siebold. Em 1850 recebeu na Universidade de Tübingen o grau de Doutor em Medicina. Por influência de Carl von Siebold, que foi seu professor e orientador de doutoramento, durante os seus estudos interessou-se pela helmintologia.
Terminados os estudos, em 1850, quando tinha apenas 25 anos de idade, foi contratado como assistente do professor Wilhelm Griesinger, de Kiel, que a convite de Abbas I, quediva do Egipto, fora dirigir os estudos de Medicina na Escola Médica de Kasr-El-Aini, do Cairo.
Fixando-se no Cairo, decidiu permanecer no Egipto após o regresso à Alemanha de Wilhelm Griesinger. Assumiu em 1855 funções de professor de anatomia na Escola Médica de Kasr-El-Aini e trabalhou como médico do quediva e do exército egípcio, onde foi graduado em major.
Em 1851, quando realizava uma autópsia, descobriu o verme tremátodo que causa a esquistossomose urinária, que descreveu sob o nome de Distomum haematobium.
Numa expedição a Massawah, realizada em MArço de 1862 na companhia de Ernesto II de Saxe-Coburgo-Gota, contraiu tifo quando tratava a esposa do duque, Alexandrine von Baden. Algumas semanas depois, com 36 anos de idade, faleceu no Cairo de complicações resultantes da infecção. Foi sepultado no Cemitério Alemão do Cairo, onde a sua sepultura ainda existe.
Durante sua estada no Egito, para além da sua actividade como médico e investigador no campo da parasitologia dedicou-se à investigação de várias matérias, incluindo etnografia, geografia, botânica e zoologia.
A descoberta do agente causador da bilharziose, doença assim denominada em sua honra, deixou o nome de Theodor Bilharz definitivamente ligado à história da Medicina. O Instituto de Investigação Theodor Bilharz, em Gizé, é uma instituição de referência na investigação médica no continente africano. Também em sua honra foi dado o seu nome à cratera Bilharz na Lua. Na sua cidade natal é lembrado no nome de uma escola e de uma farmácia.

## Principais publicações
- Darstellung des gegenwärtigen Zustandes unserer Kenntnisse von dem Blut wirbelloser Thiere mit eigene mikroskopischen Untersuchungen. Tübingen, 1847
- Fernere Beobachtungen über das die Pfortader des Menschen bewohnende Distomum haematobium und sein Verhältnis zu gewissen pathologischen Bildungen. Zeitschrift für Wissenschaftliche Zoologie 4, s. 72 (1852)
- Ein Beitrag zur Helminthographia humana, aus brieflichen Mittheilungen des Dr. Bilharz in Kairo, nebst Bemerkungen von C. Th. v. Siebold. Zeitschrift für wissenschaftliche Zoologie 4, ss. 53-76 (1853)
- Distomum haematobium und sein Verhältnis zu gewissen pathologischen Veränderungen der menschlichen Harnorgane. Wiener medizinische Wochenschrift 6, ss. 49-52, 65-68 (1856)
- Über Pentastomum constrictum. Zeitschrift für wissenschaftliche Zoologie 7: 329-330 (1856)
- Das electrische Organ des Zitterwelses. Anatomische Beschreibung. Leipzig, 1857.
- Über die Eingeweidewürmer Ägyptens.  Zeitschrift der kaiserlich-königlichen Gesellschaft der Ärzte zu Wien 14, ss. 447-448 (1858)